# José Moreno Baylén
José Moreno Baylén (Pisa, 1822-Mérida, 1892) fue un historiador y anticuario español.

## Biografía
Erudito y anticuario, era hijo del segundo conde de Fuente-Blanca. Se le hacía generalmente nacido en Mérida, si bien esto no era cierto pues, en palabras de Nicolás Díaz y Pérez, «no era ni español». Estando su padre emigrado en Italia, desde los sucesos de Godoy, y habiendo casado en París con Micaela Baylen y González, hija de otro emigrado por los mismos sucesos, y viviendo el matrimonio en Pisa, nació Moreno Baylen en 1822. De abuelos y padre extremeños, aunque educado fuera del país, Moreno Baylen sentía amor por España desde su juventud. Estudió en sus primeros años para la marina; pero los bienes de su padre y abuelos reclamaron su presencia en Mérida, adonde llegó joven aún y donde se estableció hasta su muerte, acontecida en dicha ciudad el 6 de abril de 1892.
Fue alcalde de Mérida y presidente, durante bastantes años, de la Sociedad Económica Emeritense de Amigos del País, y afiliado desde su juventud a las ideas liberales, desempeñó desde 1868 el cargo de presidente del comité democrático-republicano de Mérida, ideales por los que habría sufrido persecución.
Desarrolló afición por la arqueología, la numismática, la numismatografía y la epigrafía, y redactó algunos trabajos que remitió a la Real Academia de la Historia, que le nombró académico correspondiente y le confió más tarde la dirección del Museo Arqueológico de Mérida. También presidió la Subcomisión de Monumentos históricos de la provincia de Badajoz.